# Saluria adenocera
Saluria adenocera är en fjärilsart som beskrevs av Turner 1923. Saluria adenocera ingår i släktet Saluria och familjen mott. Inga underarter finns listade i Catalogue of Life.